# Papierwelt
Papierwelt war laut ihrem Untertitel eine „Fachzeitschrift für Papier- und Schreibwaren, für Bürobedarf, Mal-, Zeichen- und Schulartikel.“ Das Blatt erschien mit Unterbrechungen ab 1924 zunächst in Hildburghausen, dann bis 1941 in Pößneck und in der Nachkriegszeit wieder von 1955 bis 1959 in Bad Homburg vor der Höhe und in Göttingen.
In der Zeit der Großen Depression gab es ergänzend von 1929 bis 1932 eine für den Export gedachte Ergänzung unter dem Titel Export-Papier-Welt.
Im Zuge technischer Neuerungen wurde die Zeitschrift ab 1959 fortgesetzt unter dem Titel Bürobedarfs-Rundschau vereinigt mit Papier-Welt. Fachblatt für Büromaschinen, Büromöbel, Organisations-Mittel, Nachrichtenmittel, Bürobedarf, Papier- und Schreibwaren, Mal-, Zeichen- und Schulbedarf.